# هکتور
هِکتور (به یونانی: Ἕκτωρ) در اسطوره‌های یونان، فرزند بزرگ و محبوب   پریادارموس پادشاه تروا و هکابه یکی از شخصیت‌ها در اسطوره‌های یونان بود. او در جنگ تروآ و ایلیاد هومر نقش مهمی داشت.
هکتور با آندروماخه ازدواج کرد. او در جنگ تن به تن با آیاس مساوی شد. او رهبری حملات بیشماری را به سربازان یونانی بر عهده داشت. او پاتروکلوس پسر عموی آشیل را کشت و در جنگ تروآ توسط آشیل که می‌خواست انتقام مرگ پاتروکلوس را از او بگیرد کشته شد. پس از آن آشیل به جسد هکتور بی‌احترامی کرد و او را به ارابهٔ خود بست و جلوی دیوارهای تروا کشاند و از دادن جسد او برای مراسم تدفین اجتناب کرد. آشیل زمانی اجازهٔ تدفین هکتور را داد که پریاموس شبانه به چادر او رفت و از او طلب جسد پسر خود را کرد.

## در ایلیاد هومر

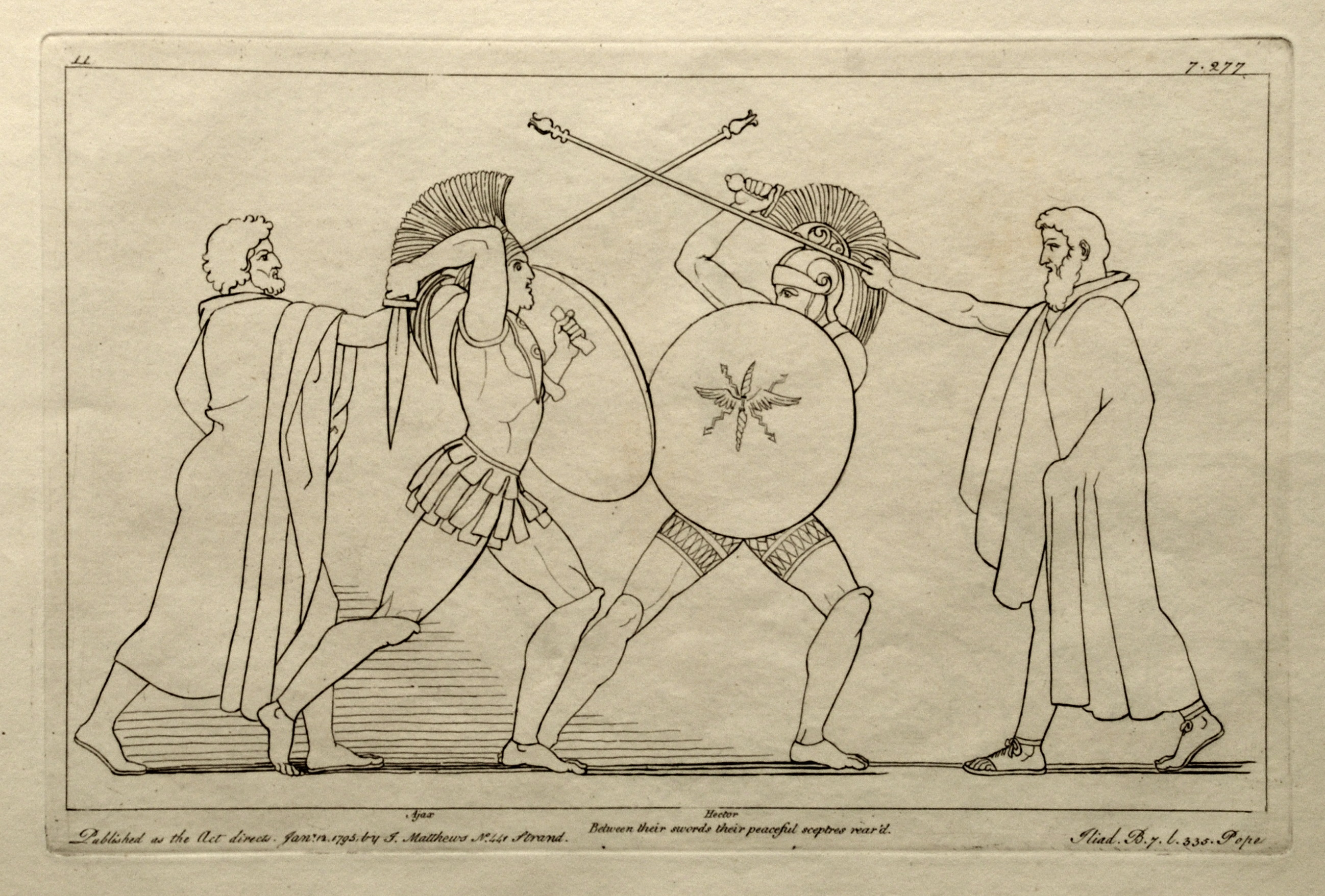
تصویری از نبرد هِکتور

اولین پسر پریام پادشاه تروا و ملکه هکوبا و وارث تاج و تخت، قهرمان تروا، هکتور، بزرگ‌ترین جنگجوی ارتش تروا بود. اگرچه او شخصاً جنگ را تأیید نمی‌کرد، اما وفادارانه به نمایندگی از مردم و پادشاهی خود جنگید.
او را جسور اما متفکر، پسر و پدری خوب توصیف کردند که مورد تحسین طرفین بود. هکتور نیروهای تروا و متحدانش را در برابر یونانی‌ها رهبری کرد که قهرمانان آنها فقط با سختی در برابر حملات او مقاومت کردند. مخصوصاً زمانی که آشیل خود را از جنگ خارج کرد. هنگامی که یونانیان برای اولین بار به تروا آمدند، هکتور قهرمان یونانی پروتسیلاوس را که اولین یونانی در ساحل بود، کشت. بعداً او حزبی را رهبری کرد که تلاش کرد برادرش ترویلوس را از دست آشیل نجات دهد و به سختی زنده ماند. در سال دهم جنگ، هکتور با آژاکس بزرگ جنگید تا در دوئلی که تمام روز به طول انجامید، به بن‌بست رسید. 
وی بعداً یونانی‌ها را به اردوگاهشان بازگرداند که در آنجا نفوذ کرد و شروع به سوزاندن کشتی‌های یونانی کرد، اما با ظاهر شدن پاتروکلوس که زره آشیل را پوشیده بود، ناکام ماند. اگرچه «تروجان‌ها» به دیوارهای تروا رانده شدند، هکتور پاتروکلوس را می‌کشد که باعث می‌شود آشیل دوباره وارد درگیری شود. در حالی که بقیه تروجان‌ها به شهر فرار می‌کنند، هکتور با آشیل روبرو می‌شود و در یک دوئل حماسی قهرمانان کشته می‌شود. آشیل سپس جسد هکتور را به مدت دوازده روز پشت ارابه‌اش می‌کشاند تا اینکه متقاعد شود که آن را به پریام بازگرداند.